# 柏林-万湖车站
柏林-万湖车站（德語：Bahnhof Berlin-Wannsee）位于柏林万湖的大万湖附近，是当地的一个重要交通枢纽。它地处柏林西南部的施特格利茨-策伦多夫行政区内，是万湖铁路、柏林－布兰肯海姆铁路和115号高速公路（AVUS）的交叉点。车站向北可分岔通往格鲁讷瓦尔德和施泰格利茨的线路，向南则可通往德绍和波茨坦。

## 历史
连同1874年6月1日建成通车的万湖铁路，即柏林的首条市郊铁路（从采伦多夫至格里布尼茨湖），新的“万能湖（Wannensee）”车站也随之投入使用。其名称在1878年变更为“万湖（Wannsee）”。该名称最初仅被用于车站的万湖铁路站台，而韦茨拉尔铁路所处的站台位置则被称为“德莱林登”。直至1888年，当车站的轨道设施进行了扩建和合并后，整座车站才统一使用万湖的称谓。当时，两座新站台还修建了普鲁士国家铁路典型的铸铁柱作为雨棚支承，雨棚顶部的构造则为双坡屋顶。
首座车站大楼于1878年（一说1874年）投入使用，它是移自原1873年维也纳万国博览会时兴建的木制帝王洋亭，凯撒威廉一世、凯撒弗朗茨·约瑟夫一世以及沙皇亚历山大二世曾在此共进早餐。洋亭所处的位置即如今的洛雷塔餐厅（Restaurants Loretta），它是在1927年因为新建站台而拆除，随后，人们又开始建造规模更大的车站大楼。
车站自1891年成为柏林市郊资费区的分界点，因此无论是来自波茨坦万湖车站的市郊列车或是从城市铁路驶入韦茨拉尔铁路的市郊列车，它们过了万湖南部均不属于市郊资费区。在长途运输方面，万湖车站仅停靠经韦茨拉尔铁路往德绍方向的长途列车。
1913年6月13日，车站开通了更多的线路分支，即通往施塔恩斯多夫的墓园铁路。这条线路是由福音派教会出资兴建，旨在让信众便于到访位于施塔恩斯多夫的西南教堂墓地。它同时也被包含在市郊资费区内。直至1921年，这一资费区才将范围扩大至贝利茨-海尔斯特滕。

### 车站设施的改建

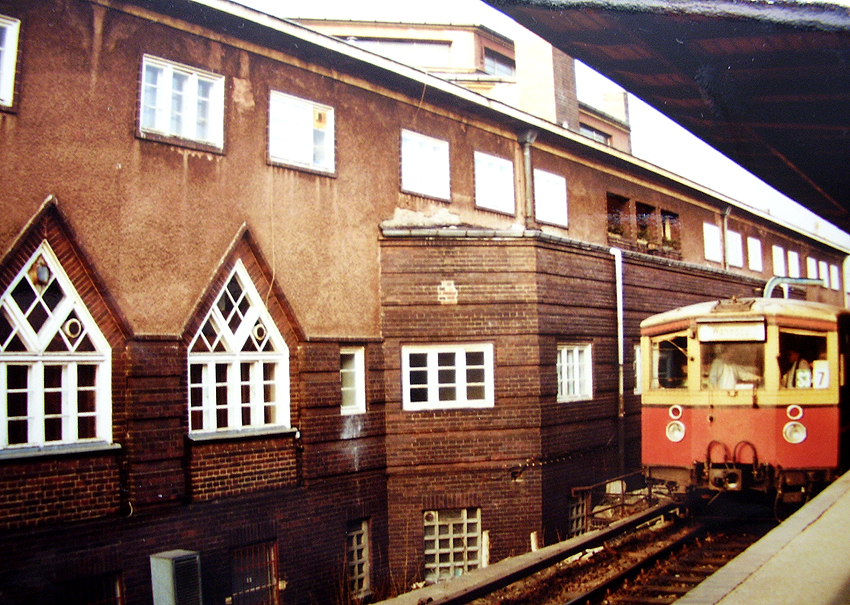
一列德意志国铁路ET165型电力动车组停靠于车站大楼旁

在1920年代末期，车站进行了根本上的改建。相较于此前万湖铁路和韦茨拉尔铁路的运输需要藉由独立的站台办理、其列车需要定线运行，如今的市郊列车则仅需要进行定向运行。这使得从波茨坦和施塔恩斯多夫前往城市铁路以及万湖铁路的列车可以实现同台换乘。万湖铁路的轨道也因此从尼古拉斯湖移至中间。因此，在哈弗尔河畔，即原轨道设施的西侧，建起了一座新的站台，其顶棚在当时是通过带有铆接钢梁套管的侧翼形状实现。原有的东侧站台此时则被用作长途运输。对于这项重建，原有的车站大楼也不得不让路。
如今位于王妃路（Kronprinzessinnen）的车站大楼是在1927年至1928年间，由建筑师理查德·布拉德曼按照中庸的表现主义风格建造。在这座三层楼的缸砖和灰泥建筑的中央，设有一间带屋顶天窗的八角形售票厅。其表现主义独有的特色是多边的平面形式、尖角锥形的门口和窗口，以及采用暗色缸砖并向地面逐渐变细的支柱。车站设施进行改造后的落成典礼是在1928年3月31日举行。

### S-Bahn运营
1928年6月11日，万湖的电气化S-Bahn服务在波茨坦－城市铁路区段开通，自此有列车在波茨坦及埃尔克纳间运行。其余运行于万湖铁路的蒸汽市郊列车此时的终到站已大部分从波茨坦缩短至万湖。至1929年7月10日，墓园铁路也实现了电气化运营。列车往返于施塔恩斯多夫和万湖之间，除了周日可一直通抵城市铁路。
自1933年起，万湖铁路包括主线铁路的轨道也完成电气化改造，并加入S-Bahn运营。而随着柏林南北隧道的开通，S-Bahn列车可以从万湖直通奥拉宁堡。

### 战后时期

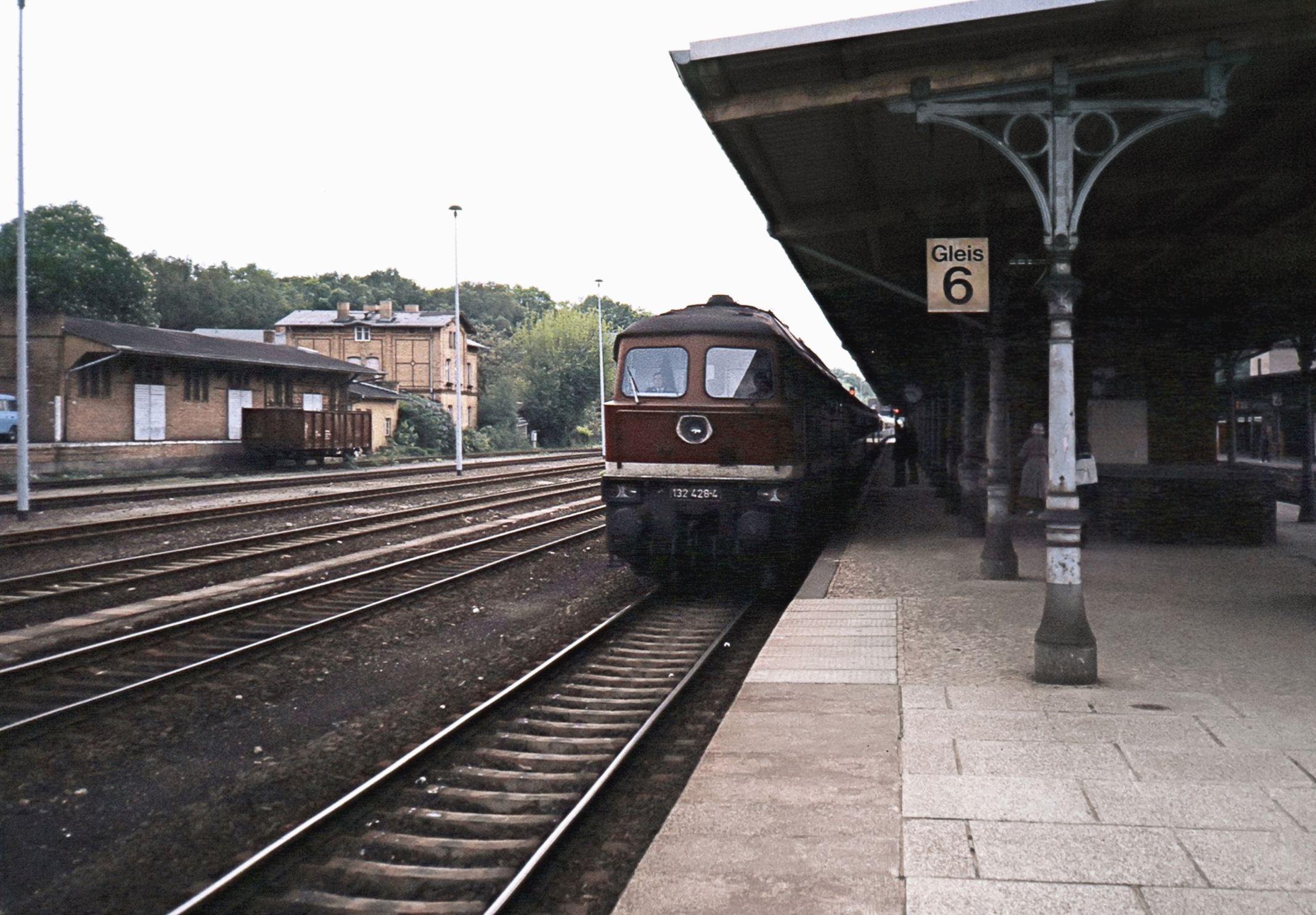
从西德驶入的过境列车，1987年

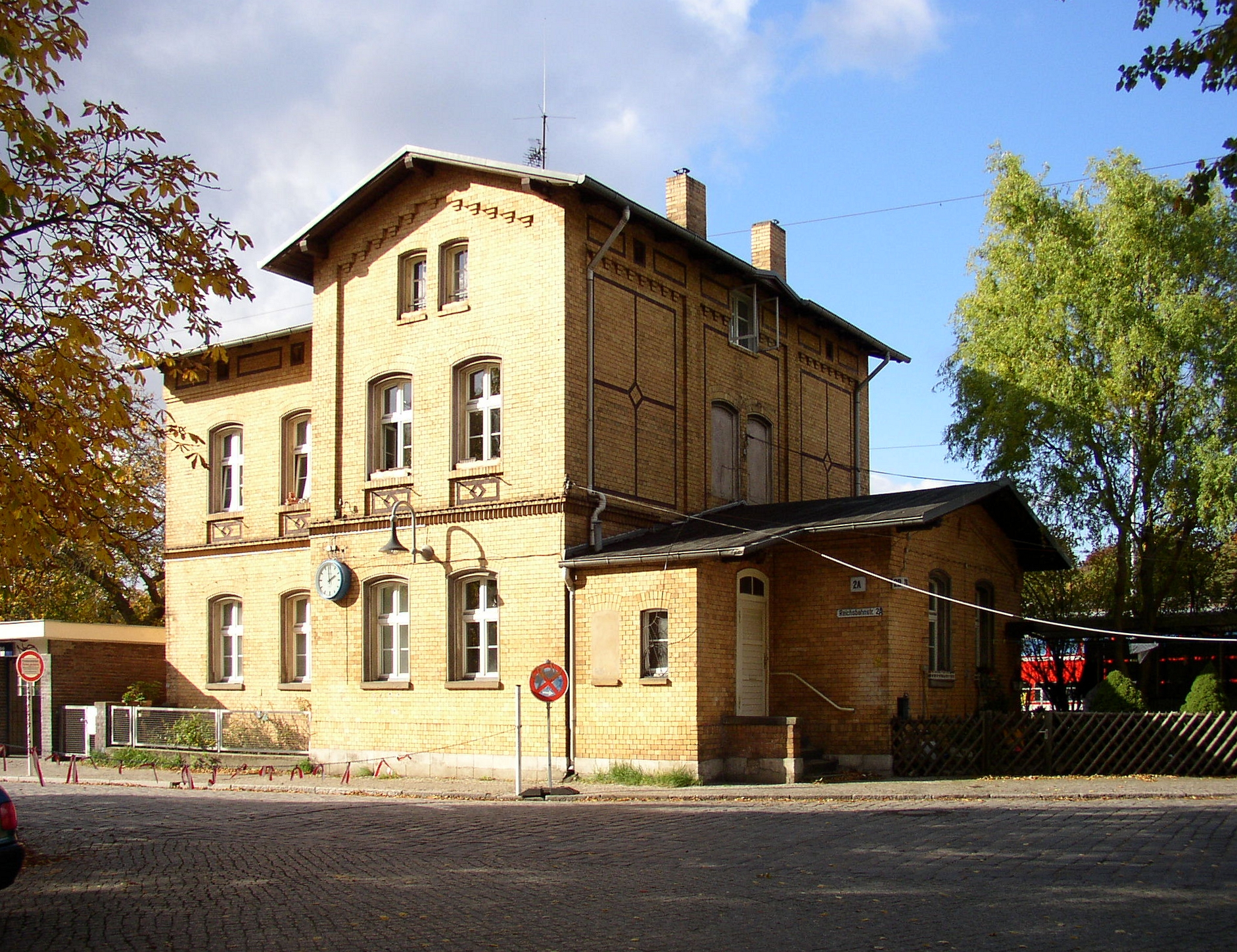
车站后方入口，右侧为汽车装运点

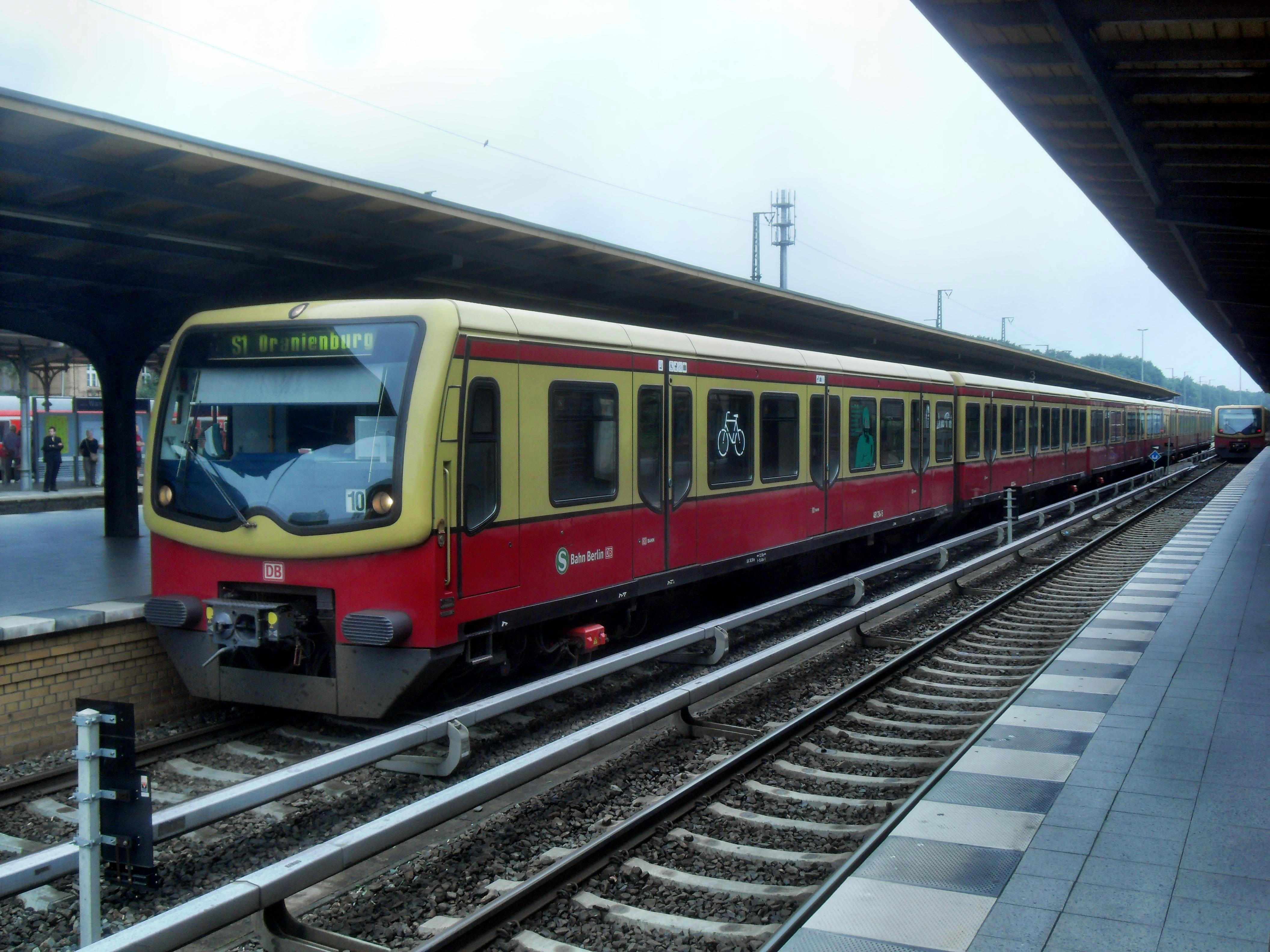
快铁S1线的481型电力动车组正驶出站前往奥拉宁堡

作为第二次世界大战和德国分裂的结果，万湖车站也悄然荒废。1952年5月18日，万湖的长途铁路如同柏林-斯潘道车站的废止而暂停营运，同时关闭的还有安哈尔特车站和柏林北站。而从万湖前往比利茨-海尔斯特滕的市郊铁路运输则被撤回至波茨坦-德雷维茨车站。
随着柏林墙于1963年8月13日修筑，驶往波茨坦和施塔恩斯多夫方向的S-Bahn均告停运，从万湖出发的列车仅能经由城市铁路至腓特烈大街或经由南北隧道前往弗罗瑙。
自1972年起，才再有一条短途线路通往波茨坦：由柏林运输公司开行的首条跨境巴士线路从柏林万湖经由德莱林登过境往返于巴伯尔斯贝格（高速公路出口），并营运了逾20年（初期称为“E”线，自1985年：99号线）。
直至1976年9月26日，当时的跨境列车，即“国际区列车”才再次在柏林-万湖办客。往汉堡方向的跨境列车自此再次经由柏林-斯潘道运行。万湖车站本身则自1960年代末起发展成为人车同行列车的汽车装运站。
在1980年9月柏林铁路工人罢工爆发后，S-Bahn线路曾短时间仅至城市铁路运行。
1984年1月9日，西柏林的柏林运输公司接管了德国国营铁路的S-Bahn业务，并且初期仅在腓特烈大街至夏洛滕堡区间继续运营，万湖的S-Bahn服务就此被完全切断。直至1984年5月1日，S-Bahn列车才重新自万湖经由城市铁路驶往腓特烈大街，它从此被标记为S3线。1985年2月1日，万湖铁路也重新投入运作，列车被标记为S1线往返于安哈尔特车站。

### 两德统一
在柏林墙于1989年11月9日坍塌后，万湖车站迎来了一个新的全盛时期：车站被前东德公民占据，他们搭乘特别列车从东德前往万湖。1990年1月22日，万湖再度办理短途列车到发，S-Bahn列车作为短途往返列车继续前行，并加挂双层车厢直通当时的波茨坦火车总站。
2012年春天，车站的5/6号区域铁路站台安装了升降机。因此这里和正对王妃路大门的两个S-Bahn站台都可以无障碍出入。

## 交通服务

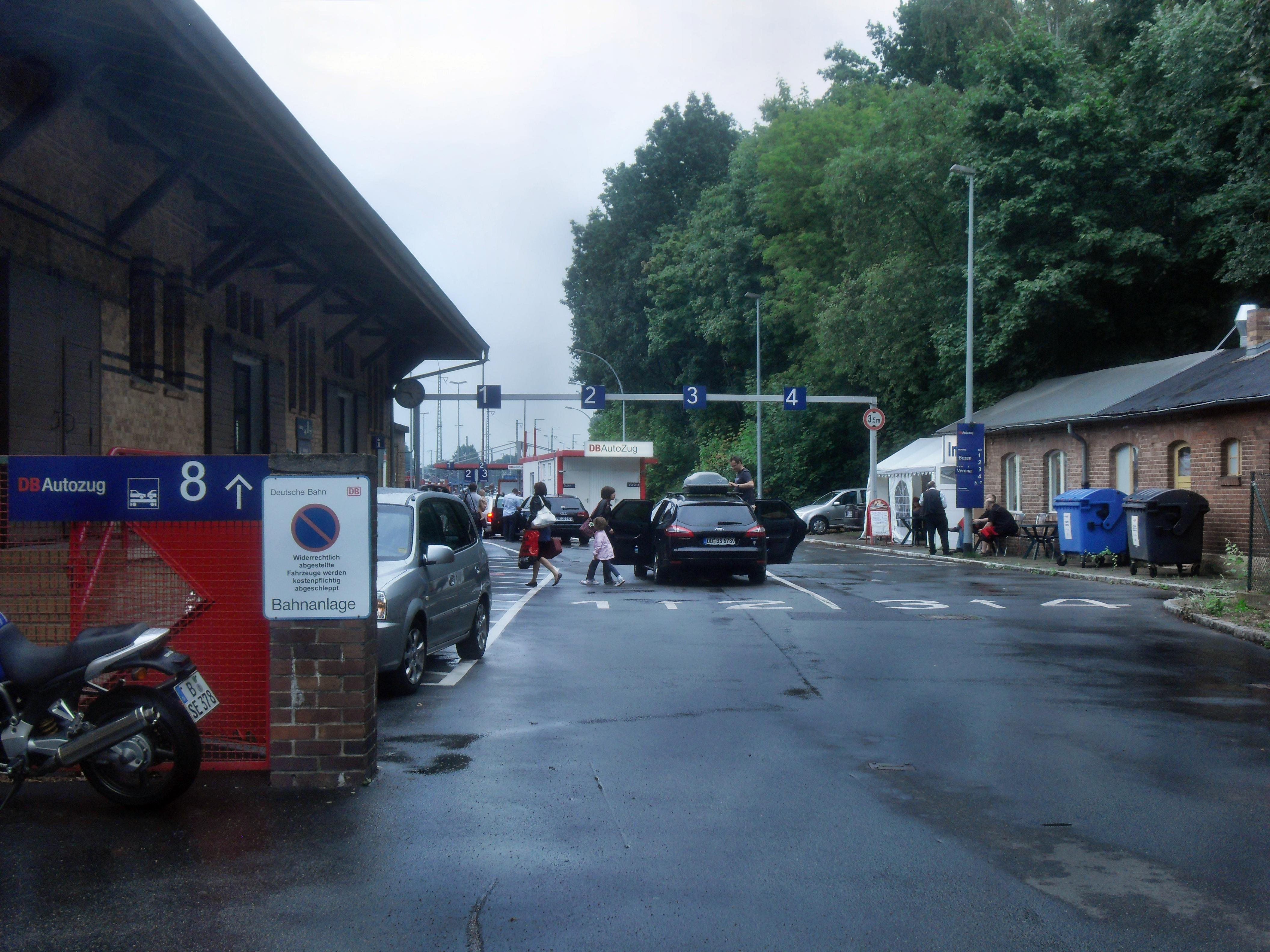
车站的汽车装运终端入口

### 长途、区域及短途运输
万湖车站主要被用作柏林西南部的区域及城市快铁车站。由于柏林火车总站自2006年5月投入营运，如今这里仅余一项城际列车的非高峰期服务，发往科特布斯或诺尔登堤岸防波堤（每日一班）。此外还有一班前往慕尼黑的夜间列车会在万湖停靠。也有一些个别班次，例如波茨坦－什切青间每日一对的区域快车和由全斯德萨克森-安哈尔特公司开行的哈茨－柏林快车。
德铁长途运输在车站的东侧设有一个终端，以装卸利用汽车旅客列车出行的道路车辆。其最终提供的是每日往返于慕尼黑的德铁汽车列车服务。在2014年4月26日，最后一班开往慕尼黑的人车同行列车从万湖车站开出，自此汽车及摩托车将独立由载货汽车运输。

### 巴士及渡轮运输
通过策伦多夫区内的几条巴士线路，可以将万湖车站及周边的居民区连接起来。此外，还有一班历史悠久的巴士218线通往柏林城市展览会。
另一方面，由柏林运输公司经营的渡轮F10线也提供每小时1班经由万湖通往斯潘道行政区的老克拉多夫的渡轮服务。这是一个连接柏林西部至南部的快速运输方式，也是一条重要的旅游线路。

### 线路纵览
| 线路  | 走向 |
| ----- | --- |
| IC 56 | 埃姆登外港 － 奥尔登堡 － 不来梅 － 汉诺威 － 马格德堡 － 柏林-万湖 － 柯尼希斯武斯特豪森 － 吕本 － 科特布斯 |
| HBX   | 哈茨-柏林快车 柏林东 － 柏林-万湖 － 波茨坦 － 马格德堡 － 哈伯斯塔特 (列车分拆) － 奎德林堡 － 塔勒 / 韦尔尼格罗德 － 菲嫩堡 － 戈斯拉尔 |
| RE 1  | 马格德堡 － 勃兰登堡 － 波茨坦 － 柏林-万湖 － 埃尔克纳 － 菲尔斯滕瓦尔德 － 奥德河畔法兰克福 (－ 艾森许滕施塔特 － 科特布斯) |
| RE 7  | 德绍 － 巴特贝尔齐希 － 贝利茨-海尔斯特滕 － 柏林-万湖 － 柏林-舍讷费尔德机场 － 朗斯多夫 － 措森 |
| RB 21 | 柏林腓特烈大街 － 柏林-万湖 － 波茨坦 － 高尔姆 － 武斯特马克 |
| RB 22 | 柏林腓特烈大街 － 柏林-万湖 － 波茨坦 － 高尔姆 － 萨尔蒙德 － 柏林-舍讷费尔德机场 － 柯尼希斯武斯特豪森 |
| RB 33 | 柏林-万湖 － 米兴多夫 － 贝利茨城 － 特罗伊恩布里岑 － 于特博格 |
|       | 奧拉寧堡 － 萊尼茨 － 博格斯多夫 － 比肯韋德 － 上諾伊恩多夫 － 弗羅瑙 － 黑姆斯多夫 － 魏德曼斯卢斯特 － 维特瑙 － 威廉斯鲁 － 申霍爾茨 － 沃蘭克大街 － 博恩霍尔姆大街 － 格孙德布伦嫩 － 洪堡海恩 － 北站 － 奧拉寧堡街 － 腓特烈大街 － 勃蘭登堡門 － 波茨坦廣場 － 安哈特 － 約爾克街 － 尤利乌斯·莱贝尔桥 － 舍訥貝格 － 弗里德瑙 － 費爾巴哈街 － 施泰格利茨區政府 － 植物園 － 利希特費爾德西 － 孙德高街 － 采倫多夫 － 墨西哥廣場 － 施拉赫滕湖 － 尼古拉湖 － 萬湖 － 格里博尼茨湖 － 巴伯尔斯贝格 － 波茨坦 |
|       | 波茨坦总站 － 巴贝尔斯贝格 － 格里布尼茨湖 － 万湖 － 尼古拉斯湖 － 格鲁讷瓦尔德 － 西十字 － 夏洛滕堡 － 萨维尼广场 － 动物园 － 蒂尔加滕 － 贝勒维宫 － 火车总站 － 腓特烈大街 － 哈克市场 － 亚历山大广场 － 扬诺维茨桥 － 火车东站 － 华沙大街 － 东十字 － 内尔德纳广场 － 利希滕贝格 － 腓特烈斯费尔德东 － 施普灵湖 － 珀尔肖大街 － 马尔灿 － 拉乌尔·瓦伦贝格大街 － 梅洛大道 － 阿伦斯费尔德 |